# Nationaal park Taman Negara

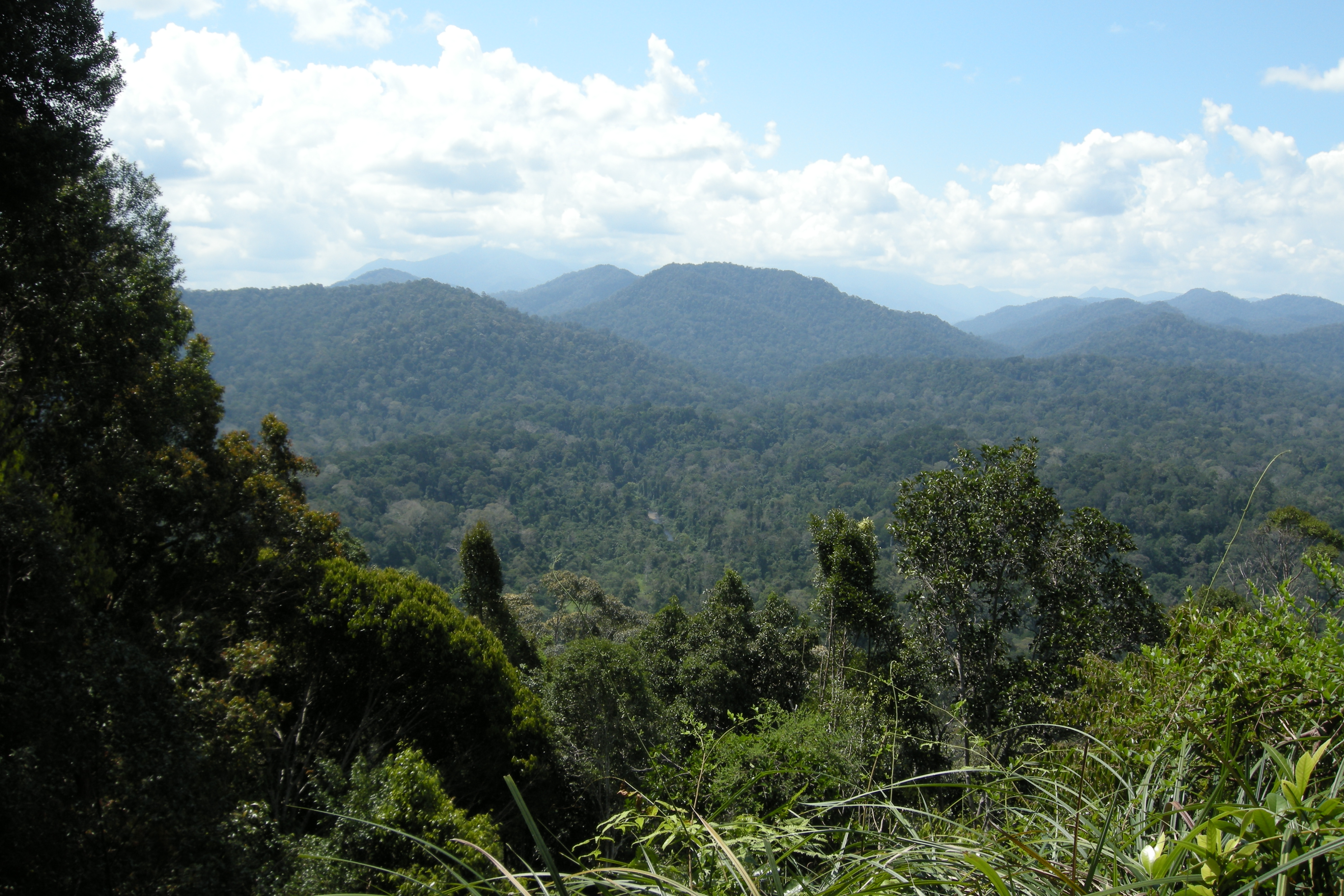
Nationaal park Taman Negara

Taman Negara is een nationaal park in Maleisië. Het werd gesticht in 1938, en werd oorspronkelijk vernoemd naar Koning George V van het Verenigd Koninkrijk. Het park bevindt zich in drie staten/provincies, deze zijn:  Pahang, Kelantan en Terengganu. Zij voeren alle drie een ander beleid en wetgeving over het park.
Het park wordt ook weleens beschouwd als het groene hart van Maleisië.